# 崔育榮
崔育榮（?—?），山西襄垣县人，清朝政治人物。
乾隆三十九年（1774年）甲午科舉人。乾隆四十三年（1778年）戊戌科进士，授山西蒲州府教授。